# هوراس أستلي
هوراس أستلي (بالإنجليزية: Horace Astley)‏ (1882 في المملكة المتحدة - ) هو لاعب كرة قدم بريطاني (وحمل سابقاً جنسية المملكة المتحدة لبريطانيا العظمى وأيرلندا) في مركز الهجوم. لعب مع كريستال بالاس ونادي ميدلزبره.